# Nuraghe Sa Jua

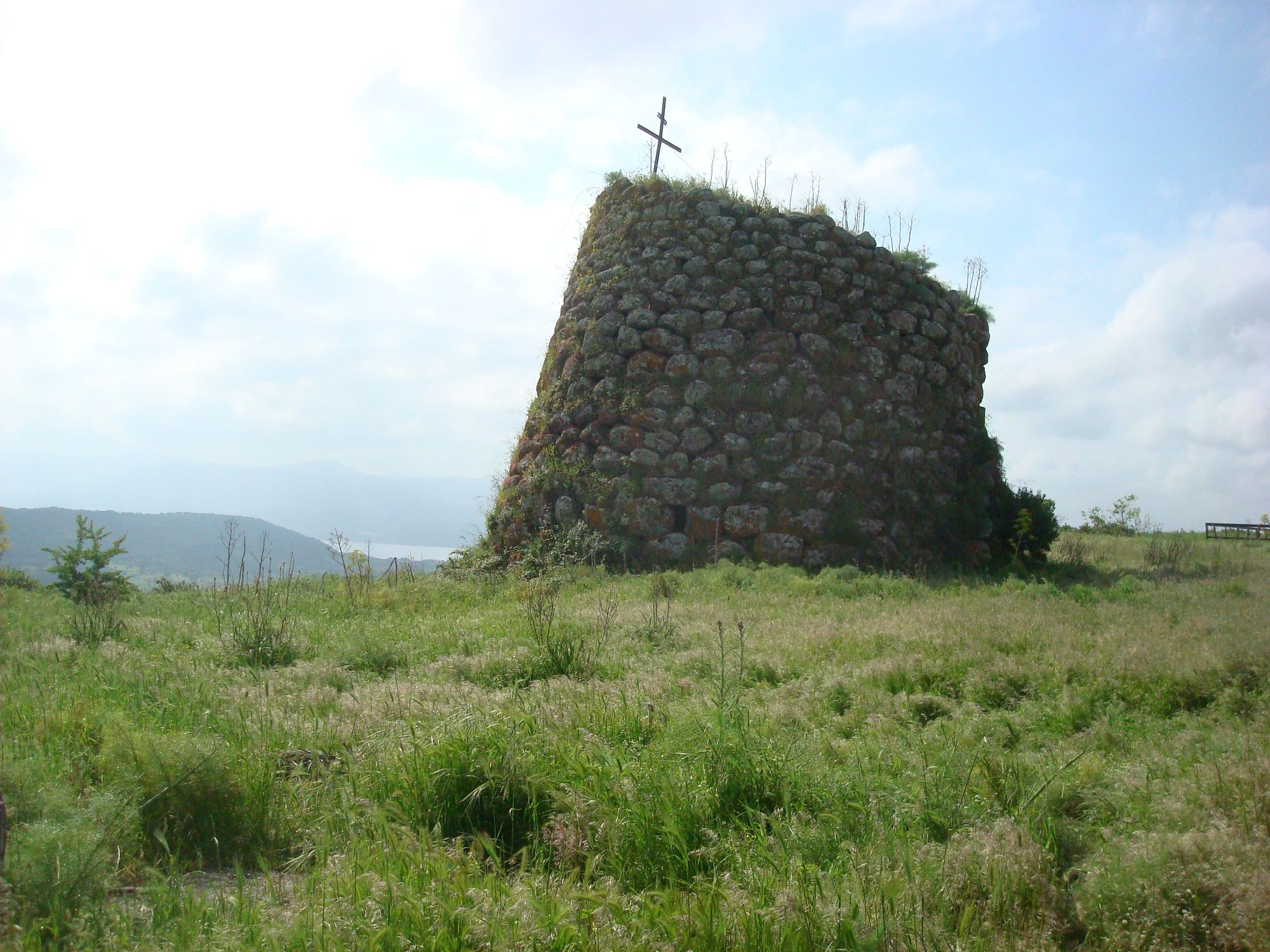
Nuraghe Sa Jua

Die Nuraghe Sa Jua liegt etwa 400 m vom Dorf Aidomaggiore in der Provinz Oristano auf Sardinien. 
Es ist eine „Nuraghe a tancato“ aus Basaltblöcken, die in regelmäßigen Reihen angeordnet sind.
Der Hauptturm ist mit einem Zugang mit Sturz und oberhalb einer Entlastungsöffnung ausgestattet. Der Zugang gehört zu einem mehr als 5,0 m langen Gang. Darin liegt auf der rechten Seite eine kleine Wächterzelle. Auf der linken führt eine Treppe zum Obergeschoss. Im Hauptturm (Mastio) ist die Tholos der Kammer intakt. Die Kammer ist mit drei etwa 1,0 m tiefen Nischen versehen. Vom obersten Stockwerk sind nur noch ein paar Reihen von Steinen erhalten. Oben wurde vor langer Zeit ein großes Eisenkreuz befestigt; sein Rost verunziert die Innenwände der Tholos.
Der Hauptturm ist durch einen kleinen Hof mit dem Nebenturm verbunden. Dieser mit Schutt und Sträuchern bedeckte Turm ohne Decke ist am Zugang mit einem trapezoiden Architrav versehen.

Nuraghe Sa Jua
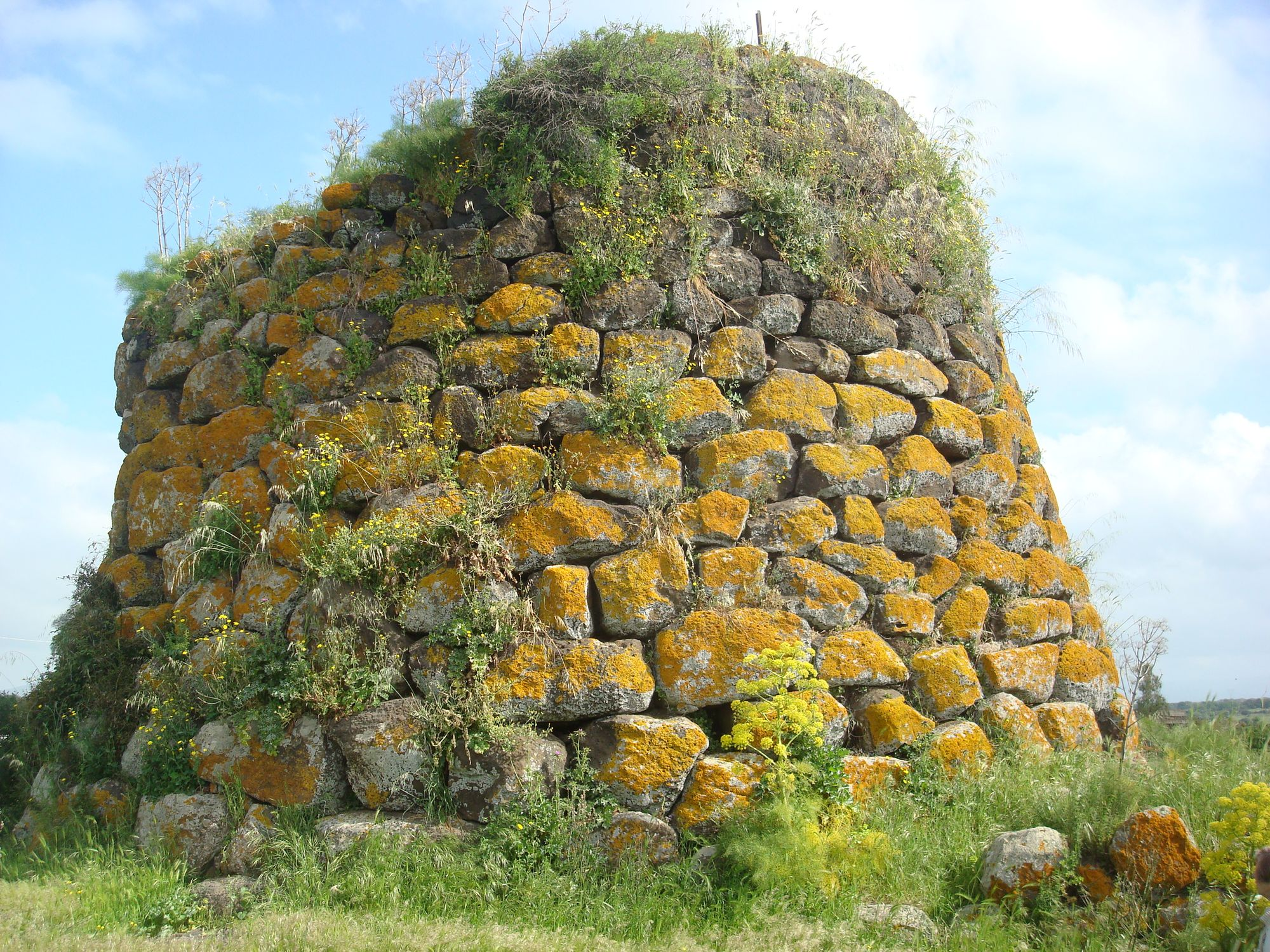
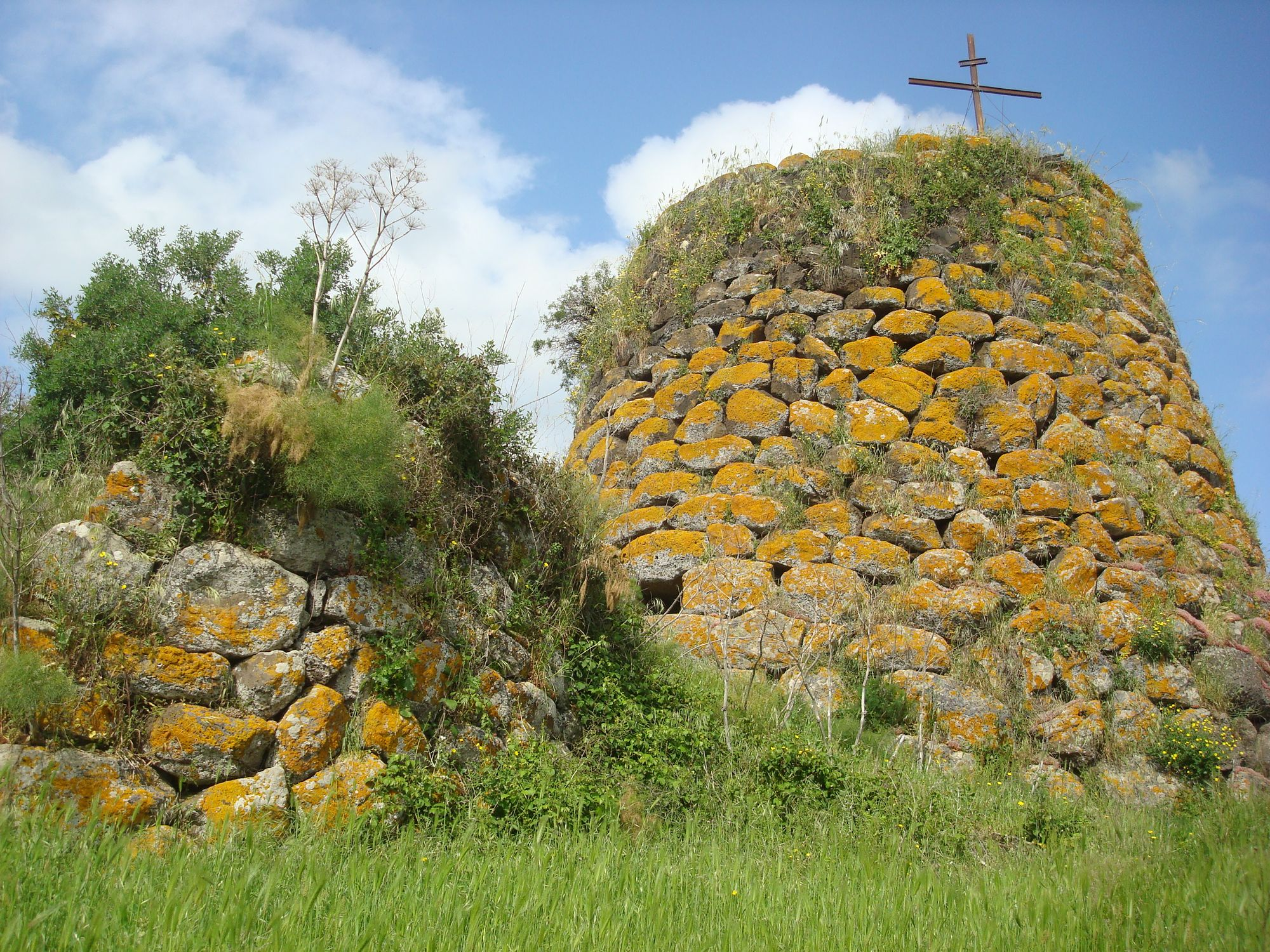
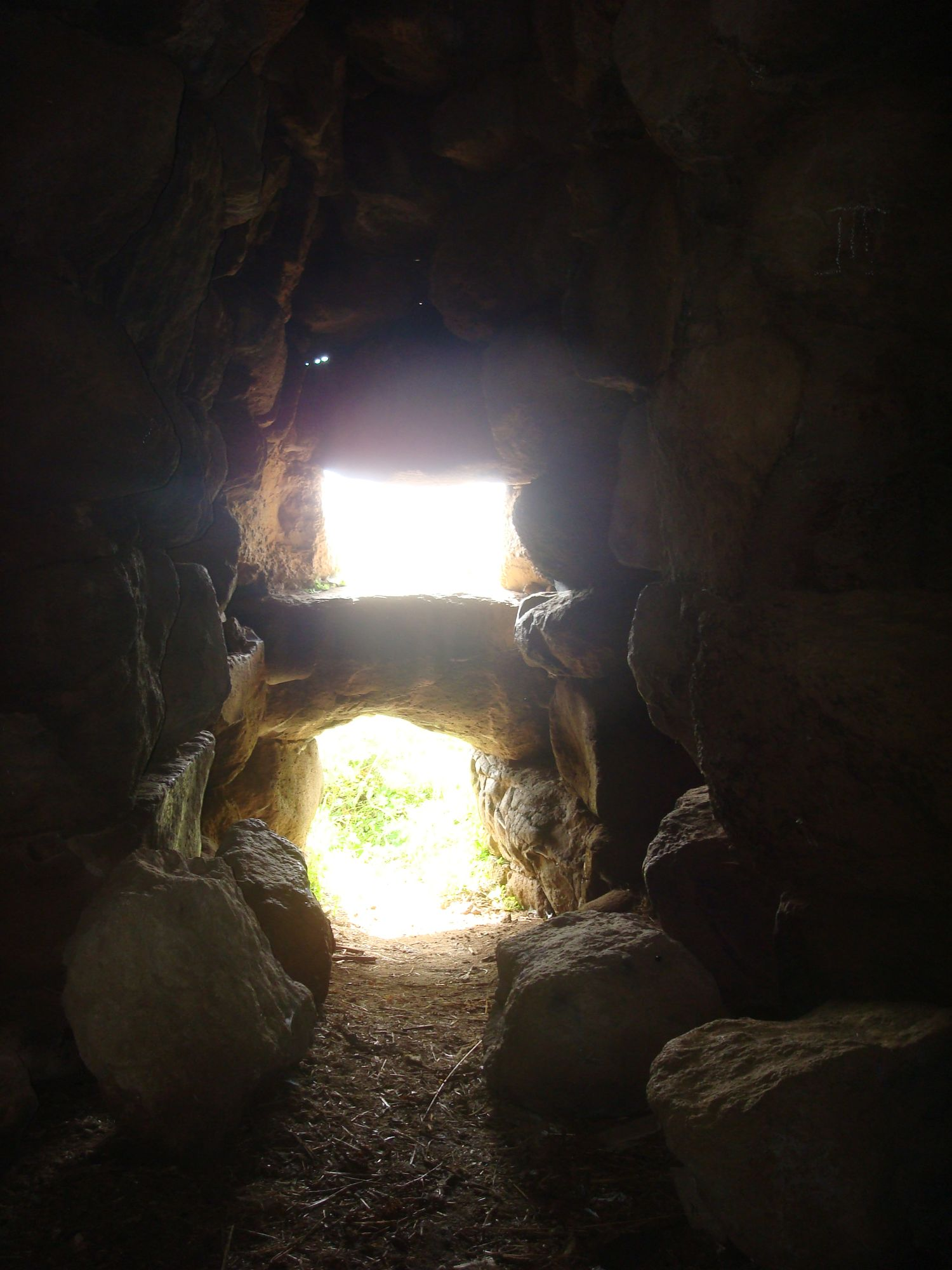
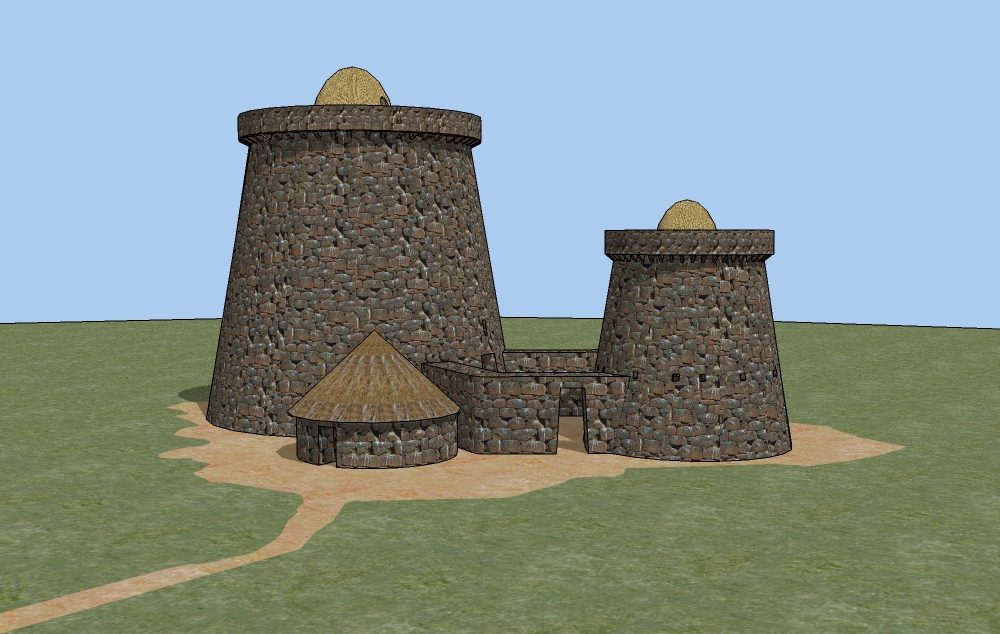
Schema Nuraghe a tancato

In der Nähe liegen das Gigantengrab von Su Pranu und die Nuraghe Losa.